# 肯达级巡洋舰
肯达级导弹巡洋舰，苏联项目代号58型火箭（俄语里把导弹叫做“火箭”）巡洋舰，是苏联第一代反舰导弹巡洋舰。主要武器是SS-N-3b“柚子”反舰导弹。1960年至1961年开工，全部4艘都由列宁格勒的日丹诺夫造船厂制造。起初，作为驱逐舰并按照驱逐舰命名。1962年9月，为纪念苏德战争时期的北方舰队司令员、1961年10月30日在新地岛核试验中得急性放射病病逝的苏联海军第一副司令员阿尔谢尼·格里戈里耶维奇·戈洛夫科，58型舰改为导弹巡洋舰，并按照巡洋舰的传统用海军上将来命名。原计划建造10艘，但实际制造了4艘，其它改为克里斯塔I级巡洋舰建造。

## 设计
1956年下达了设计任务目标。在艏部与艉部各布置一套SM-70型四联P-35“进步”（SS-N-3B“萼片”）反舰导弹发射装置。在上层建筑内还设计了专门的贮弹库，另存有8枚导弹，随时可以为SM-70型发射装置进行二次装填。因此共计有16枚反舰导弹。艏部一套ZIF-101型双联M-1“波浪”（北约命名为SA-N-1“果阿”）防空导弹发射装置，备弹16枚。艉部的2座双联76毫米舰炮。1980年代早期在前烟囱两侧加装了4座AK-630舰炮。  艉部的直升机甲板可停放一架卡-25RTS电子战型直升机，用于截获敌舰目标，为舰载反舰导弹提供目标指示和中继制导。
电子战装备：
雷达:
- MR-500 Kliver对空平面搜索雷達
- MR-302 Rubka对海搜索雷達
- Don  DonKay “顿河”导航雷达

声纳:
- GAS-372 Gerkules-2M “武仙座”舰壳主动声纳

其它系统:
- Zaliv 电子监视系统
- Krab 电子对抗系统
- Uspekh-U 对空通信
- Yatagan SA-N-1   “果皮群”防空导弹制导雷达(Peel Group SA-N-1 目标获取/目标跟踪/导弹制导(TA/TT/MG)阵列
- MR105 “枭声”AK-726 舰炮火控雷达
- 4R44“二项式”（“双杓”）反舰导弹专用雷达
- 4R90 Binom P35“进步”反舰导弹指导雷达

## 舰船列表
- “威严”(Грозный)，或音译为“格罗兹尼”

1960年2月23日开工
1961年3月26日下水
1962年12月30日竣工
1963.1.编入北方舰队，1966.10.5.转编到黑海舰队，1984.1.6.转编到波罗的海舰队
1989.4.1.在拉托维亚船厂进行大修,大修尚未完工,苏联海军无力支付维修费用，该舰在船厂弃置. 1991.6.24.退役.从海军作战舰艇序列中退出. 1992.12.31.批准拆解. 1993年拆解.
- 福金海军上将 (Адмирал Фокин) - 以维塔利·亚历克西维奇·福金（俄语：Фокин, Виталий Алексеевич）命名

1960年10月5日开工，当时命名为“警惕”号
1961年11月5日下水
1964年5月改名福金海军上将号
1964年11月28日竣工
入役太平洋舰队
1993年6月30日除役拆解
- 戈洛夫科海军上将 (Адмирал Головко) -以阿尔谢尼·格里戈里耶维奇·戈洛夫科命名

1960年4月20日开工，当时命名为“英勇”号
1962年7月18日下水
1962年10月31日更名为戈洛夫科海军上将号
1964年竣工，入役北方舰队，1968年3月调入黑海舰队
1995年至1997年，是黑海舰队旗舰。2002年除役。
- 瓦良格 (Варяг) -

1961年10月13日开工，当时命名为“机敏”号
1962年10月改名为“瓦良格”号
1963年4月7日下水
1965年9月完工，入役太平洋舰队
1990年4月除役.